# 3106-os mellékút (Magyarország)
A 3106-os számú mellékút egy négy számjegyű mellékút Pest vármegye és Jász-Nagykun-Szolnok vármegye területén. Budapest agglomerációs térségét köti össze a Jászsággal.

## Nyomvonala
Vácszentlászló főterén ágazik ki délkelet felé a 3104-es útból, amely itt a 15+900-as kilométerszelvényénél tart. A két út delta csomóponttal találkozik: a delta közepén található kis parkban áll a település hősi emlékműve. A deltának csak a délnyugati ága viseli a 3106-os számozást, amely dél felé egyirányú, a keleti ág viszont, amely kétirányú, önállóan számozódik: a 31 602-es számot viseli.
Kezdeti szakaszán az út települési neve Zsámboki út, így halad mintegy 3 kilométeren át, ezután lép át Zsámbok területére. E település első házait nem sokkal a 6. kilométere előtt éri el, ott a neve József Attila utca; ilyen néven találkozik, a 6+300-as kilométerszelvényénél az észak felől érkező 3105-ös úttal is. A folytatásban a 3105-ös is ezt a délkeleti irányt veszi fel, mintegy 400 méteren közös szakaszon haladnak, József Attila utca, illetve Szent Erzsébet tér néven.
A két út a 3106-os út szempontjából a 6+700-as kilométernél válik el: ott a 3106-os északkelet felé kanyarodik. Az itt következő szakasz települési neve Szent Imre utca, majd a külterületi szakaszon a községhatárig Jászfényszarui út. 9,5 kilométer megtétele után éri el az út Tura határát, de egy darabig még a két község határvonala mentén húzódik: a 10. kilométere után lép csak át teljesen Tura területére. A város lakott részeit nem érinti: a 11. kilométere előtt kevéssel már Jászfényszarura lép át. Itt megyehatárt is átlép: Pestből Jász-Nagykun-Szolnok vármegyébe lép át.
A 13. kilométere közelében keresztezi a Galga folyását, majd a 15. kilométerénél a Zagyvát is. Ezután éri el Jászfényszaru lakott területét: kezdetben itt, észak felé haladva a Szabadság út, majd egy irányváltást követően egy rövid keleti irányba forduló szakasz a Dózsa György út, majd a folytatás újra észak felé fordulva ismét a Szabadság út nevet viseli. A 16+500-as kilométerszelvényénél kiágazik belőle északnyugat felé a 3129-es út, majd tovább húzódik a település központján át északkelet felé, még itt is Szabadság út néven. A település lakott területétől északkeletre ér véget, becsatlakozva a 32-es főút 10+400-as kilométerszelvényénél lévő körforgalmú csomópontba torkollva.
Teljes hossza, az országos közutak térképes nyilvántartását szolgáló kira.gov.hu adatbázisa szerint 19,061 kilométer.

## Települések az út mentén
- Vácszentlászló
- Zsámbok
- Tura
- Jászfényszaru